# Fornebu

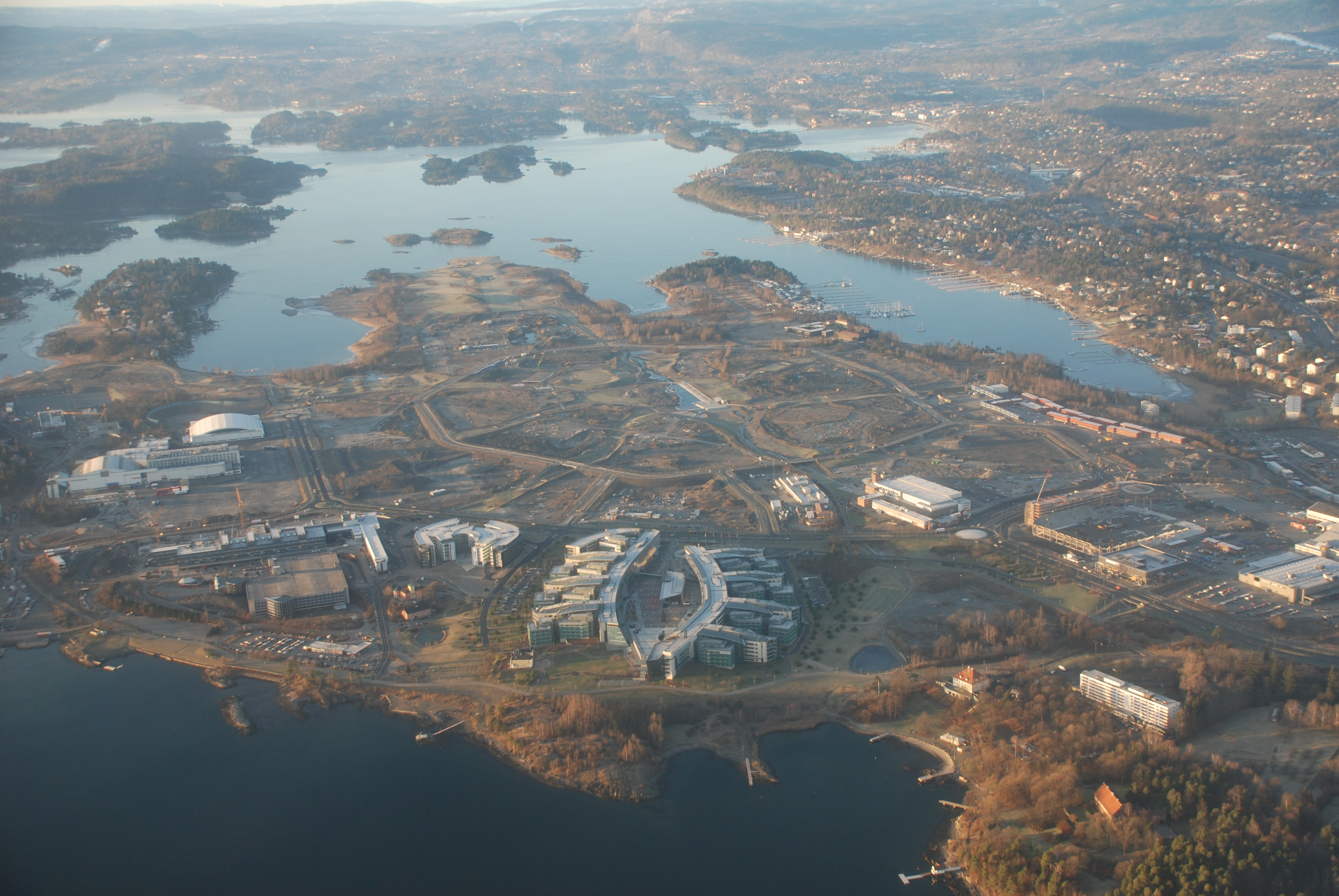
Fornebu (fotografia lotnicza, 2007)

Fornebu (forma przestarzała: Fornebo) – półwysep wrzynający się w wody Oslofjorden, na terenie podmiejskiego powiatu (kommune) Bærum na południowy zachód od Oslo, stolicy Norwegii.

## Lotnisko
Na półwyspie tym od roku 1939 mieściło się główne międzynarodowe lotnisko w tej części kraju – Oslo Fornebu (oznaczenie kodowe FBU). Ulokowanie dużego ruchliwego lotniska w bliskim sąsiedztwie stołecznych przedmieść budziło coraz liczniejsze protesty mieszkańców, w miarę jak wzrastał ruch i wielkość samolotów. W związku z tym pod koniec XX wieku podjęto decyzję o przeniesieniu lotniska w inne miejsce. Wieczorem 7 października 1998 lotnisko Fornebu zaprzestało działalności. Po całonocnej, zakrojonej na szeroką skalę operacji, od następnego ranka rolę głównego lotniska stolicy Norwegii przejęło rozbudowane w tym celu (budynek głównego terminala na tym nowym lotnisku jest największą na świecie konstrukcją z klejonego drewna sosnowego) i unowocześnione lotnisko w Gardermoen, około 50 km na północ od Oslo, które w związku z tym otrzymało oznaczenie kodowe OSL, zastępujące dotychczasowe GDR.
Po zamknięciu lotniska na półwyspie Fornebu ulokowały się ośrodki technologii informatycznej i przemysłu telekomunikacyjnego (m.in. norweski gigant telekomunikacyjny Telenor uruchomił tutaj swoją nową siedzibę), częściowo także przeznaczono go pod budownictwo mieszkaniowe. Wraz z zamknięciem lotniska tereny te, jak również sąsiadujące z nimi przedmieścia Langodden i Snarøya, a także Lysaker, Stabekk i Høvik znacznie zyskały na atrakcyjności jako tereny o zabudowie mieszkalnej i rekreacyjnej.